# アウンサンスーチー
- アウン・サン・スー・チー[1][2]

アウンサンスーチー（ビルマ語: အောင်ဆန်းစုကြည်、ラテン文字表記: Aung San Suu Kyi、ALA-LC翻字法: ʼOṅʻ Chanʻ" Cu Kraññʻ、IPA: /àʊN sʰáN sṵ tɕì/。1945年6月19日 - ）は、ミャンマーにおける非暴力民主化運動の元指導者、元映画監督。元国家顧問。現在はミャンマー国軍のクーデターによって発足した現政府に犯罪者として扱われている。国軍統制下の裁判で19件の罪で有罪判決が決定し、刑期は合計禁錮33年として法の下に刑を下された。
2016年3月30日にティンチョーを大統領とする新政権が発足したことに伴い、外相、大統領府相を兼任（当初は教育相と電力エネルギー相も兼任していた）、さらに新設の国家顧問にも就任した。同国における国家元首は大統領だが、大統領を超越する存在としてアウンサンスーチーが事実上の最高指導者であった。2021年ミャンマークーデターを受けて、現在は刑務所に収監中。
ビルマの独立運動を主導し、その達成を目前にして1947年7月19日に暗殺された「ビルマ建国の父」ことアウンサン将軍の娘である。敬虔なテーラワーダ仏教徒とされる。使用言語はビルマ語、英語、フランス語、日本語。2013年、訪仏時はフランス語で講演し、訪日時は英語で記者会見した。
日本や、英語メディア、仏語メディア、独語メディアなどの報道では「アウンサン・スーチー」「スー・チー」などと表記されることもあるが、ミャンマー人（現在のビルマ語族の大半）は姓（名字）はなく、ミャンマー国内では通常「アウンサンスーチー」の一語で表記する（後述）。

## 来歴

### 生い立ち
1945年6月、ミャンマーの旧首都ヤンゴンで生まれた。母親のキンチーは看護婦で、上にアウンサンウー、アウンサンリンという2人の兄がいる。キンチーはスーチーの後、もう1人の女児を出産したが、わずか数日しか生きられなかった。スーチーが生まれた当時は、ビルマの戦いの末期で、敗勢の日本を裏切った父アウンサンらの攻勢もあり、5月にラングーンから日本軍が駆逐され、日本の支援を受けていたビルマ国も崩壊。日本統治時代が終わりイギリスの支配に戻ったばかりだった。
1947年、スーチーが2歳のときに父アウンサンが、政敵ウー・ソオの部下に暗殺された。また、スーチーが7歳の時、次兄のアウンサンリンが自宅の庭の池で溺死した。スーチーは長兄のアウンサンウーより、アウンサンリンとのほうがずっと親しかった。その後、一家はラングーン市内のインヤー湖畔、ユニバーシティ・アベニュー54番地にある新居へ引っ越した。三度にわたる自宅軟禁を含め、2021年クーデターで拘束されるまで、スーチーが住み続けた家である。
キンチーは、残った2人の子供に、慈悲、謙虚さ、誠実さなどテーラワーダ仏教にもとづく厳しい教育を授け、読書を奨励した。また、キンリーの祖父がキリスト教徒のビルマ族だったことから、スーチーは子供の頃から聖書も読んでいた。キンチーの躾は厳しく、厳格に育てられたのだという。

### 学生時代
スーチーは、ラングーンの聖フランシス修道会学校を経て、ダゴン郡区にあった、ビルマのトップ英語学校メソジスト英語学校（現・ダゴン第一高等学校）に通った。1年後輩に、のちにNLD政権下で大統領となるティンチョーがいた。スーチーは成績優秀で、特に語学が得意だった。英語学校時代、スーチーは、ビルマ文学や仏教文学だけでなく、ギリシャ神話やヨーロッパの古典、詩や散文の読書にも励んだ。
1960年、スーチーが15歳の時、キンチーが、ウー・ヌ政権下で駐インド兼駐ネパール特命全権大使に任命され、スーチーは母と一緒にニューデリーに移り、同地のキリスト・メリー修道会学校に通った。1962年からデリー大学・スリラム・カレッジで政治学を学び、1964年に卒業。インドでは、ジャワハルラール・ネルーの家族などと親交し、マハトマ・ガンディーの非暴力不服従運動の影響を受けたとされる。
1964年から1967年まで、イギリスのオックスフォード大学セント・ヒューズ・カレッジ哲学政治経済学部（PPE）で哲学・政治学・経済学を学ぶ。大学時代の後見人は元駐緬イギリス大使・ポール・ゴア＝ブースとその妻・パトリシアで、2人の紹介でのちに夫となる大学の後輩・マイケル・アリスと出会う。元・スリランカ首相・シリマヴォ・バンダラナイケの娘・スネトラ・バンダラナイケ やソ連の反体制作家で、『ドクトル・ジバゴ』の作者でもあるボリス・パステルナークの姪・アン・パステルナークと親しかったが、在学中、スーチーが政治活動を行っていた形跡はない。大学時代は、時折、女性用のロンジー・タメインを着て通学していたのだという。
1967年に学士号を取得後、ビルマ政治史担当の助手に就任し、ヒュー・ティンカー教授に師事。1968年に同大学を卒業して政治学修士号を取得した。しかし、オックスフォード大学での成績は不振で、選考を政治学→林業→英文学へ変更したものの、いずれも失敗し、結局可の評価で卒業したため研究を続けることが困難となった。

### 大学卒業後
大学卒業後、家族ぐるみの付き合で、戦前の有名な歌手で、当時、国連広報担当官として働いていたタンイーとともにニューヨークのマンハッタンで暮らし、1969年からニューヨーク大学大学院で国際関係論を専攻してビルマ政治史が専門のフランク・トレイガー（Frank Trager）教授に師事したが、中退し、1969年から1971年にかけてニューヨークの国際連合事務局行政財政委員会で書記官補を務める。当時、ウ・タントが国連事務総長を務めており、ビルマ人をニューヨークに呼び寄せていたという事情があった。スーチーは国連勤務の合間に病院でボランティアもこなっていた。この時代、アメリカではマーティン・ルーサー・キングにより公民権運動が全土で巻き起こっており、スーチーも彼の中にガンディーと同じ非暴力不服従の精神を見出し、大いに感化されたのだという。
1972年、当時、チベット研究者となり、ブータン在住だったマイケル・アリスと長年の愛を実らせて結婚、国際連合事務局を退職し、主婦業の傍ら1972年から1973年までブータン外務省研究員として働き、国連問題に関して外務大臣へ助言を行った。1973年に長男のアレキサンダーを、1977年に次男のキムをもうける。2人はそれぞれ、ミンサンアウン（Myint San Aung）、ティンリン（Htein Lin）というビルマ名も付けられた。
1973年、一家はイギリスに戻り、オックスフォードの高級住宅街・パークタウンに住む。家にはテレビも車もなく、スーチーは子供を自転車に乗せて学校に通わせていた。子供たちには口答えを許さず、贅沢もさせなかったのだという。
やがて、オックスフォード大学クイーン・エリザベス・カレッジで研究を再開し、1975年から77年までオックスフォード大学ボドリアン図書館編纂研究員を務めた。1985年から87年までロンドン大学東洋アフリカ研究学院（SOAS）で研究生を務め、ビルマ文学とナショナリズムの関係を研究し、1988年にSOASでビルマ文学修士号を取得した。1984年にオーストラリアのクイーンズランド大学から『Leaders of Asia Series』に父親に関するモノグラフを出版し、1985年には『ビルマを訪ねよう（Let's Visit Burma）』というタイトルの子供向けビルマガイドブックを出版した。
その後、父の研究をするため、オックスフォード大学で2年間かけて日本語を習得。1985年10月から翌年7月までの約9か月間、国際交流基金の支援で京都大学東南アジア研究センターの客員研究員として、キムを伴って来日した。その際、大日本帝国軍関係者への聞き取り調査や、外務省外交史料館、旧防衛庁戦史部、国会図書館などでの資料調査を行い、父アウンサン将軍についての歴史研究を進めた。当時の受け入れを行ったのは、当時同センター長だった石井米雄らだった。
京都での研究を終えた後、スーチーはキムとともにビルマに戻り、1986年にインドのシムラーに移って、マイケル、アレクサンダーと合流した。当時、アリスはシムラーのインド高等研究所の研究員として働いており、スーチーも特別研究員を2年間務めた。この際、スーチーは『ビルマとインド：植民地主義下における知的生活のいくつかの様相（Burma and India Some Aspects of Intellectual Life under Colonialism）』を執筆したが、出版されたのは1990年6月になってからだった。その後、スーチーは、1986年7月から10月までヤンデネの母を訪ねたのち、オックスフォードに戻った。

### 8888民主化運動と1990年総選挙
1988年3月31日に母が危篤との知らせを受け、病気の母を看護するために、夫と息子2人を伴って4月2日にビルマに戻る。1988年3月にヤンゴン工科大学の学生が警察治安部隊・ロン・テインに殺害されたのをきっかけに始まった8888民主化運動は、次第に広範な国民運動となり、激化。7月23日、1962年から独裁政治を敷いていたネ・ウィンがビルマ社会主義計画党（BSPP）議長職を辞任した。
8月26日、スーチーはシュエダゴン・パゴダで50万人に向けて演説を行い、一躍、抵抗運動のリーダーの1人に踊り出た。人々はスーチーにアウンサン将軍の面影を見たのである。9月18日、国軍がクーデターを起こし、ソーマウン議長を首班とする国家法秩序回復評議会（SLORC。のちのSPDC《国家平和発展評議会》に改称）が成立。民主化運動は徹底的に弾圧され、数千人の犠牲者が出た。
9月27日、翌1990年に予定された選挙への参加を目指して、国民民主連盟（NLD）の結党に参加、スーチーは書記長に就任した。議長のアウンジー、副議長のティンウーに次いで序列3位だったが、すぐにアウンジーが「スーチーはビルマ共産党（CPB）の取り巻きに囲まれている」と批判して脱党し、。新たな議長にはティンウー、副議長にはスーチーが就任した。しかし、ティンウーはあくまでも名目上のリーダーであり「、事実上のリーダーはスーチーだった。
10月30日、スーチーは地方の支持を獲得すべく地方遊説を開始。スーチーは花を髪に飾り、ミャンマーの伝統服・ロンジーに身を包むスタイルで全国各地を回り、花束や香水、スタンディングオベーションなど各地で熱狂的な歓迎を受けた。12月27日、病床のキンチーが亡くなり、翌1989年1月1日には、ソーマウン、キンニュンなどのSLORCの要人がスーチーの自宅を弔問に訪れ、両者は初めて顔を合わせ、活発に議論を交わしたのだという。兄のアウンサンウーも久しぶりに帰国し、葬儀に出席した。翌1月2日、葬儀が執り行われ、10万人以上の人々が、スーチーの自宅からシュエダゴン・パゴダ近くのウ・タントの墓地近くに建てられた墓まで行進した。行進する人々はNLDの旗や横断幕を掲げ、反政府歌を歌い、「民主主義のために闘い倒れた同志たちを忘れない！」などとシュプレヒコールを上げたが、このために密かに地下活動から戻った学生運動家・ミンコーナインらが規律と威厳をもって参加するように呼びかけたこともあり、懸念された大きな混乱はなかった。
葬儀後、スーチーは地方遊説を再開。1989年4月5日、エーヤワディー地方域・ダヌピューで、行進するスーチー以下NLD支持者の一団に国軍兵士が一斉にライフルを向けるという事件が発生したが、間一髪のところで危機を免れた。ヤンゴンに戻った後、スーチーがイギリス大使館に赴いて、この話をしたことにより、この事件はBBCで世界中に報じられ、スーチーは生ける伝説と化した。しかし、この事件をきっかけに、スーチーとSLORCとの関係は不可逆的に悪化、国軍の弾圧は激化していった。そして、アウンサン将軍の命日に当たる1989年7月19日の殉教者の日、NLDは政府主催の式典とは別にNLD主催の式典を計画したが、国軍はヤンゴン各地に兵士を配備し、夜間外出禁止令を発令してこれに対抗。結局、スーチーは直前に式典を中止したが、SLORCを「ファシスト政権」呼ばわりして、国軍幹部を激怒させ、翌日、スーチーとティンウーは自宅軟禁下に置かれ、被選挙権を剥奪され、他にも多くのNLD幹部が逮捕投獄された。1990年5月27日、総選挙が実施され、NLDは492議席中の392議席（占有率81%）を獲得して圧勝した。しかし、SLORCは「新憲法とそれにもとづく強力な政府の樹立が政権移譲の条件」と従来の主張を譲らず、選挙結果を反故にして国政を担当し続ける意思を表明し、NLD政権誕生とはならなかった。

### 最初の自宅軟禁とノーベル平和賞授賞

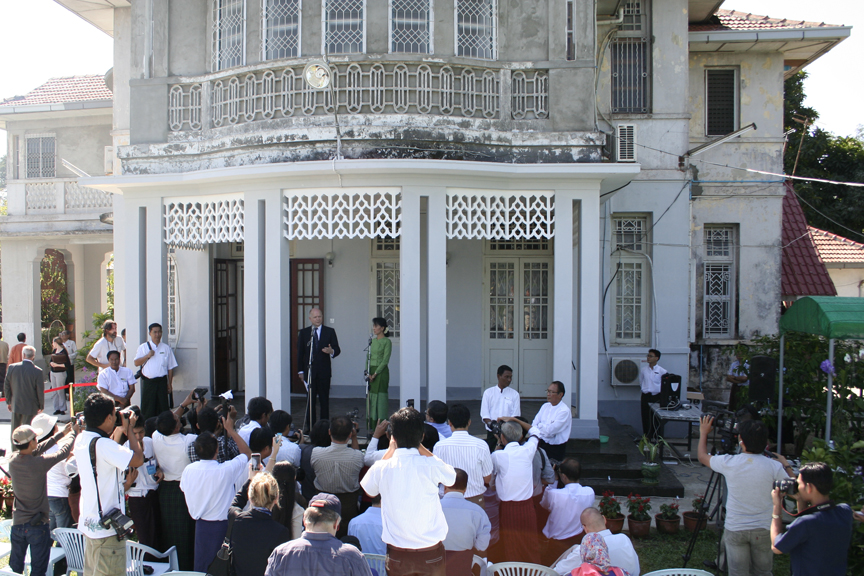
ユニバーシティ・アベニュー54番地にあるスーチーの自宅。

自宅軟禁中、SLORCは、政治活動をしないことを条件にスーチーに国外退去を勧告し続けていたが、スーチーはこれを拒否して、国内に留まって民主派を支援し、国際世論を味方につける道を選んだ。自宅軟禁下のスーチーは、主にラジオでニュースを聞き、運動をし、読書をし、ピアノを弾き、SLORCからの援助を拒否していたので生活費を捻出するために家具を売り、瞑想をして過ごしていたと伝えられる。また、ハンガーストライキを決行したこともあった。自宅軟禁下でも、スーチーの国際的名声は高まり、1990年10月12日にトロルフ・ラフト人権賞、1991年7月10日にサハロフ賞を受賞し、他にもさまざまな賞や大学の学位を贈られた。そして、10月14日、夫・アリスの熱心なロビー活動が実り、ノーベル平和賞を受賞した。賞金の130万ドルはビルマ国民の健康と教育のための基金の設立に使われた。ただし、自宅軟禁下のため授賞式に出席できず、代わりに長男のアレキサンダーが受け取った。
同年、アリスが編集した、「人を堕落させるのは権力ではなく、恐怖です」の有名な一文から始まる『恐怖からの自由（邦題：自由 自ら綴った祖国愛の記録）』が出版され、世界中でベストセラーとなり、ますますスーチーの名声が高まった。また、この本の印税によってスーチーは生活苦から脱することができた。1992年5月にはアリスとの面会を許されたが、アリスがスーチーの自宅を訪れた際、スーチーは階段の上に立って、「ここから先には来られません」と告げ、アリスは母屋の隣になるスーチー叔母の家に寝泊まりしたのだという。
1995年7月10日、スーチーは6年ぶりに自宅軟禁から解放された。ちなみに解放後、真っ先に訪れたのは駐緬日本大使館である。

### 度重なる自宅軟禁
解放後のスーチーはNLD書記長に再就任し、毎週末、ティンウーとチーマウンとともに自宅の門の向こうから市民に語りかける集会を始めた。これは一種の政治イベントとなって彼女の人気をますます高めるとともに、国際的知名度も上昇した。軟禁中、読書と瞑想に耽ったおかげで、スーチーは明らかに仏教に傾倒しており、その言葉には仏教用語が増えていた。また、欧米諸国の経済制裁が南アフリカ共和国のアパルトヘイトを廃止に追いこんだという認識から、ミャンマーに対する経済制裁を諸外国に訴えるようになった。
1991年のノーベル平和賞授賞以来、スーチーの国際的名声は頂点にまで高まり、しかもそれは政治家というよりも、まるで「聖人」扱いだった。ノーベル平和賞の候補者に上がったこともある、ミャンマー人の人権活動家・マウンザーニは「多くの西欧諸国のエキスパートたちが、アウンサンスーチーを『女性の仏陀』という型にはまった聖人君子のように思い描いていた」と述べている。一方、タンミンウーは「1990年代は南アフリカ共和国のアパルトヘイトに代わる標的として、2000年代はネオコンの標的、2010年代はアラブの春のリベンジとしてミャンマーが利用された」と述べている。そして、父親のカリスマ性、国民的人気、国際的名声をバックに、スーチーは再びSLORCに対して強硬路線に出始め、両者の関係は悪化した。
1999年初頭、アリスが前立腺がんの治療のためイギリスの病院に入院。ローマ教皇や国連事務総長コフィー・アナンなどが、アリスにミャンマー入国ビザを発給するように要請したが、SPDCは「スーチーがイギリスに渡航して彼に会うことは自由だが、ミャンマーへの再入国は認めない」と主張し、結局、2人は顔を合わせられないまま、アリスは3月27日、53歳の誕生日に亡くなった。スーチーは悲しみに暮れていたと伝えられるが、家族を犠牲にしたということで、スーチーはますます神話化していった。
また、1990年代後半から2000年代前半にかけて、スーチーの強硬路線、特にミャンマーに対する経済制裁に反対して、NLDからの離党者が相次いだ。この頃には、党内に表立ってスーチーに逆らえる雰囲気はなく、それは外交官やジャーナリストにも及んだ。スーチーの伝記『The Lady』の著者・バーバラ・ビクター（Barbara Victor）は、以下のように述べている。
結局、スーチーのゼロサム的な強硬路線は裏目に出た。2000年代に入ってもSPCDとスーチーの対立は続き、タンシュエを選挙結果無視の罪で最高裁に提訴したり、再び無許可で地方遊説を行って車内籠城したり、国家議員代表者委員会（CRPP）を再び開催して、あらためて独自の憲法案を起草する決意を表明したりした。そして、2000年9月21日、ヤンゴン駅で列車でマンダレーに向かおうとしているところでスーチーは拘束されて再び自宅軟禁下に置かれた。この後、国連ミャンマー特使・ラザリ・イスマイルの仲介で、2002年5月6日に一旦解放されたが、翌2003年5月30日、サガイン地方域・モンユワ近郊のディベイン村で、遊説中のスーチーが乗った車がUSDAのメンバーと思われる数千人の暴徒に襲撃される事件が発生し、政府発表によれば4人、目撃者の証言によれば70人の死者が出た。事件後、スーチーは、ティンウーなど100人以上のNLD党員とともに身柄を拘束され、三度、自宅軟禁下に置かれた。

### 国際社会からの支援
2007年10月、カナダ名誉市民の称号を受けた。2008年4月、アメリカにて議会名誉黄金勲章授与法案が可決される。5月10日に軍事政権が信任選挙を強行した新憲法草案では、当初「配偶者および子供が外国人、もしくは外国の市民権を有する国民には選挙権を認めない」との条項があり、前夫が外国人のアウンサンスーチーの被選挙権を事実上剥奪していた。しかし、諸外国の抗議もあり、軍事政府はこの条項を撤回。同月23日、アウンサンスーチーは事前投票したと伝えられた。
2009年5月、アメリカ人の男が自宅に侵入したのが軟禁条件違反にあたるとして、「国家転覆防御法」違反の罪で起訴される。5月18日、ヤンゴン市・インセイン刑務所内の裁判所で裁判が始まった。規定では有罪の場合、禁固3 - 5年が科せられる。自宅軟禁の最長期限は6年であり、同月末を迎えると軟禁が解かれる予定だった。同日、アウンサンスーチー率いる野党・国民民主連盟（NLD）が刑務所周辺で抗議行動を行った。17日の前日に、ニコール・キッドマン、ブラッド・ピット、デビッド・ベッカムら著名人44人がアウンサンスーチーの訴追に反対し、解放を求める共同声明を発表した。26日午前、タン・シュエをトップとする軍事政権は軟禁期限は11月との声明を出し、アウンサンスーチーと弁護士にも軟禁解除を伝えた。そのうえで8月11日、国家転覆の罪で禁固3年の実刑を言い渡し、直後に執行猶予と1年6か月分の特赦をつけて再度の軟禁状態に置いた。侵入者のアメリカ人は禁固7年の実刑判決を受けた。

### 政治活動の再開

2012年9月、ホワイトハウスにてバラク・オバマと会談を行うアウンサンスーチー

2010年1月21日、軍事政権のマウン・ウ内相が地方の会合でアウンサンスーチーについて「軟禁期限となる11月に解放される」と述べていたことが判明し、11月13日に軟禁を解除された。政治活動の再開を進めるアウンサンスーチーに対し、政府は2011年6月28日に活動停止を通告。7月25日、8月12日に政府側と会談し、国家の発展のため協力していくことで合意したが、これには懐疑的な見方もある。8月14日に地方都市での政治活動を再開させた。2012年4月1日に行われたミャンマー連邦議会補欠選挙にNLDより立候補 し、当選を果たす。しかし軍事政権が定めた憲法に反対する立場から、議員就任の際に求められる憲法遵守の宣誓を拒否することを理由に、4月23日の初登院に応じず宣誓内容の修正を求めた。その後方針転換し、5月2日に正式に議員に就任。6月、国民代表院法の支配・平和安定委員会委員長に就任。
2012年1月10日、NLD中央執行委員会議長に選出。1月13日、ニコラ・サルコジフランス大統領が、レジオンドヌール勲章コマンドゥール（3等）の授与を電話で伝える。1月25日、アースィフ・アリー・ザルダーリーパキスタン大統領よりベナジル・ブット賞を授与される。2月10日、国際連合教育科学文化機関が、2002年に授与が決定していたマダンジート・シン賞を授与する。11月、インドを訪問し、1993年に受賞が決定していたネール賞の受賞演説などを行う。2月15日香港大学から名誉法学博士号を受ける。6月、24年ぶりにヨーロッパ諸国を歴訪し、同月27日にパリ市名誉市民の称号を受け、フランス語で講演を行った。
2013年2月1日、ソウル市冠岳区のソウル大学校文化館でソウル大学校名誉教育学博士号を授与された。同日に行われた宋永吉仁川広域市長との会談で、日本の慰安婦問題について、日本統治時代のビルマで日本帝国主義への抵抗運動を主導した父アウンサンの「誰にでも長所と短所がある」との言葉を引用し、「過ちは誰にでもあるが、過ちを認めることをためらうことこそ本当の過ち」とし、問題を否定する日本の姿勢を批判した。

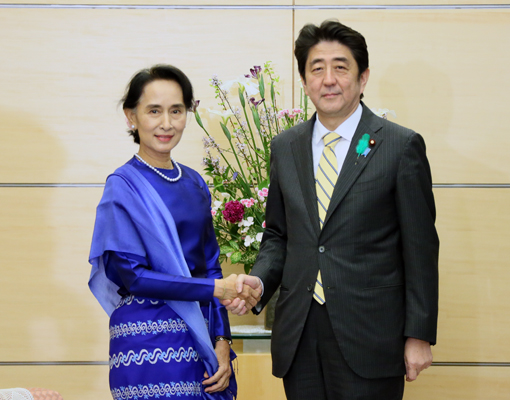
27年ぶりに来日し、安倍首相と会談

4月13日、27年ぶりに来日。在日ミャンマー人や、京都滞在中に家族ぐるみの付き合いをしていた日本人との懇談や、経済界へのミャンマーへの支援の呼びかけ、安倍晋三首相などの日本政府要人との会談を行う。京都大学では、京都大学名誉フェローの称号を新設して、4月15日の講演時にこれを授与した。同日、日本滞在時から親交の深い大津定美教授夫妻がかつて教鞭をとっていた龍谷大学で講演を行い、龍谷大学名誉博士号を授与された。講演では、仏教の慈悲に基づく非暴力民主化運動を行う必要があると論じ、「仏教の教えを心に置きながら変革を進めないといけない」と述べた。
9月12日、ポーランドでレフ・ヴァウェンサ初代大統領と昼食をともにし、外国人として2人目のワルシャワ名誉市民の称号を受ける。10月にイタリアに訪問し、ローマ教皇フランシスコと面会。10月27日、1994年に授与が決定されたものの20年間受け取ることのできなかったローマ名誉市民の称号を、ローマ市庁舎で開かれた記念式典で受けた。その後、ボローニャ名誉市民の称号も授与された。

### 「事実上のアウンサンスーチー政権」の樹立
2015年11月8日に実施された総選挙において、NLDが圧倒的な勝利を収め、アウンサンスーチー自身も連邦議会下院議員に当選したことが選挙管理委員会に発表された。10日に行われた外国メディアの取材に対し、アウンサンスーチーは新たに選出される新大統領について、憲法上アウンサンスーチーの就任が禁じられていることに合わせた措置に過ぎず何らの権限を持たない傀儡であり、「私がすべてを決定する」と断言した。
ただし、こうしたアウンサンスーチーの立場や、コーコージーなど民主化運動の有力者を議員候補リストから排除するなどの党運営について、「憲法の無視」「権威主義的な姿勢」などという批判がニューヨーク・タイムズなどからなされた。違憲の疑いも指摘されるが、アウンサンスーチー自身は憲法に規定がないため違憲ではないと主張している。
2016年3月22日、ミャンマー次期大統領のティンチョーは議会に新内閣の閣僚名簿を提出し、新政権にアウンサンスーチーが入閣することを明らかにした。3月30日、ティンチョーは正式に大統領に就任し、新政権が発足した。日本のマスコミはこの政権を「事実上のアウンサンスーチー政権」と評価している。アウンサンスーチーは外務大臣（国防治安評議会のメンバー）、大統領府大臣、教育大臣、電力エネルギー大臣の4閣僚を兼任した。ただし、この中の教育大臣と電力エネルギー大臣のポストについてはほかに適任者が現れるまでの暫定措置であったとされており、政権発足後すぐに電力・エネルギー相はテイン・セイン政権でエネルギー省次官を務めたペー・ジン・トゥン（Pe Zin Tun）、教育相は教育省勤務経験のある西ヤンゴン大学学長のミョー・テイン・ジー（Myo Thein Gyi）へ交代させる人事案が連邦議会に提示されている。ミャンマーの憲法では国会議員と国務大臣を兼任することはできないため、アウンサンスーチーは大臣就任に伴って連邦議会下院議員を自動失職した。
4月6日、ミャンマー連邦共和国国家顧問のポストを新設し、それにアウンサンスーチーを任命する法案が成立した。この「国家顧問」は、憲法の規定で大統領に就任できないアウンサンスーチーに国家の最高指導権を委ねるための措置であるとみなされている。国家顧問は大統領に政治上の「助言」を与えることができるとされているが、アウンサンスーチーの「助言」は事実上、大統領への「指示」となっており、このためアウンサンスーチーが事実上の首相とみなされることもある。
外相就任後の4月5日、中国の王毅外相と会談した。王外相は今回の訪問がアウンサンスーチーからの招待であることを明かしたうえで「政権が交代しても両国の永続的友好関係は変わらない。農業やインフラ分野の経済協力を進める」と応じている。王外相は6日までミャンマーに滞在し、ティンチョー大統領とも会談した。
5月3日、ミャンマーを訪問した日本の岸田文雄外務大臣と会談した。
2017年9月、ミャンマー西部ラカイン（Rakhine）州で、ミャンマー政府がイスラム系少数ロヒンギャと武装勢力の関わりを何ら検証しないまま、ロヒンギャの村を放火した事実がBBCにより放映された。これらミャンマー政府によるロヒンギャへの対応について、国連関係者から「民族浄化」であるとの指摘がされるなどしており、同国の事実上の指導者であるアウンサンスーチーに対して、授与されたノーベル平和賞を取り消すよう求める請願運動がネット上で行われ、36万を超える署名が寄せられている。オックスフォード市より1997年に授与された名誉市民権は、ロヒンギャ問題への対応不足を理由に2017年に剥奪されている。ロヒンギャ虐殺の黒幕とも呼ばれている反イスラーム主義団体969運動の指導者アシン・ウィラトゥは当初アウンサンスーチーの支持者であり、アウンサンスーチーも支持層の1つである969運動を積極的に制止しなかったとされる。2018年11月12日にアムネスティ・インターナショナルが、アウンサンスーチーのロヒンギャへの対応に失望したとして2009年に授与した「心の大使賞」を取り消すと発表。14日に米国副大統領のマイク・ペンスが、会談先のシンガポールでアウンサンスーチーに対し「ロヒンギャに対する迫害は『理由なき暴力』だ」と述べるなど、強い口調で非難したことが明らかにされている。2018年12月、パリ議会は、アウンサンスーチーが指導者としてロヒンギャに対する暴力・虐殺に対応しなかったとして、パリ市名誉市民の称号の取り消しを決定した。
2019年10月21日に迎賓館赤坂離宮で安倍晋三内閣総理大臣と会談を行い、翌22日の即位礼正殿の儀に参列した。
2020年11月8日に執行された総選挙ではNLDの苦戦も予想されたが、蓋を開けてみれば圧勝となった。惨敗を喫した国軍は不正投票があったと主張。

### 軍事クーデターにより拘束、その後の解放運動
2021年2月1日未明にミャンマー国軍によって起こされたクーデターによりアウンサンスーチーは拘束された。アウンサンスーチーは昨年11月の国内総選挙の結果が不正であるとする国軍系の連邦団結発展党（USDP）と総選挙後から対立しておりそれにより拘束されたのではないかとしている。議会における四分の一の議席など軍への特権を認める憲法の改正をめぐって軍とアウンサンスーチーには確執があった。
ミャンマーの軍系メディア、ミャワディ・テレビによると、2021年2月1日に政権を掌握したミャンマー国軍のミン・アウン・フライン総司令官は一年間の国家非常事態宣言を発令。ミャンマーの首都ネピドーの電話・インターネットはすべて停止した。
さらにミャワディ・テレビは暫定大統領の元国軍幹部、ミンスエ副大統領が立法・司法・行政の三権を国軍のミン・アウン・フライン総司令官に委ねたと報道。
ミャンマー国内では連日アウンサンスーチーらの釈放を求める大規模デモが発生している。日本国内でも日本在住のミャンマー人を中心に品川区のミャンマー大使館前をはじめ各地ででアウンサンスーチーらの釈放を求めるデモが起きている。
また軍の意向によって、スーチーは以下の罪状で訴追されている。スーチー拘束の正当性を示すこと及びスーチー復権阻止が目的と見られている。
- スーチーの家宅を捜索した際に、不法に輸入し許可なく使用されていた携帯型の無線端末を発見されたとして、不正輸入罪で訴追。
- 新型コロナウイルス対策を十分に施さなかった自然災害管理法違反で訴追。
- 恐怖や不安を招く情報を流したとする刑法違反で訴追。
- 通信機器の免許について定めた電気通信法違反で訴追。
- 2017年12月から2018年3月にヤンゴン地域の高官から現金60万ドル（約6500万円）と金塊を受け取った収賄で訴追。また別に汚職4件でも訴追。
- 国家機密漏洩罪で訴追。共犯として経済顧問のオーストラリア人を含め5人が訴追。

2021年12月6日に軍への反対意見を煽り社会不安を与えたことによる刑法違反容疑、新型コロナウイルス対策の規則に違反した自然災害管理法違反容疑で有罪となり、禁錮4年の実刑判決が下ったが、後にミン・アウン・フライン国軍総司令官の指示で2年に減刑されている。しかし2022年1月10日には無線機を密輸し自宅にて所持した容疑、さらに新型コロナウイルス対策の別の規則に違反した容疑でも有罪となり、懲役4年。同年4月27日には汚職防止法違反容疑で有罪となり、禁錮5年。同年8月15日、4件の汚職防止法違反容疑で有罪となり、禁錮6年となった。これまでで刑期は合計17年となっている。
2022年6月22日、ミャンマー国軍はスーチーを軟禁先から首都ネピドーにある刑務所の独房に移送した。
2022年9月2日、裁判所はスーチーに選挙違反の罪で禁錮3年の判決を言い渡した。これまでに下された判決10件とあわせ禁錮刑は計20年になった。12月30日、裁判所はスーチーに汚職防止法違反の罪で禁錮7年の有罪判決を言い渡した。訴追された全19件全てで有罪認定されたことになり、禁錮と懲役を合わせた刑期は計33年となった。
2023年8月1日、国軍はスーチーを恩赦で減刑したと発表した。扇動や新型コロナウイルスの規制違反など計5件の罪が対象で、刑期は6年短縮されたという。
2024年4月16日までに収監中の刑務所から別の場所へ移動されたと報じられており、報道官は取材に対してスーチー含む高齢の受刑者らを猛暑から守るための措置とコメントしている。

## 受賞歴
- ロンドン名誉市民（2017年）[97] - 2020年3月5日、シティ・オブ・ロンドン議会が名誉市民号剥奪を宣言[97]
- 京都大学名誉フェロー（2016年）[98]

- ソウル大学校名誉教育学博士（2013年）
- モナシュ大学名誉法学博士（2013年）
- オーストラリア国立大学名誉文学博士（2013年）
- シドニー大学名誉法学博士（2013年）
- シドニー工科大学名誉博士（2013年）
- ローマ名誉市民（2013年）
- ボローニャ名誉市民（2013年）
- ボローニャ大学名誉哲学博士（2013年）
- 龍谷大学名誉博士（2013年）[99]
- ワルシャワ名誉市民（2013年）
- エリー・ヴィーゼル賞（2012年）- 2018年3月7日、ホロコースト記念博物館が、ロヒンギャ民族浄化に対する不作為を非難し剥奪[100]

- オックスフォード大学名誉私法学博士（2012年）
- パリ市名誉市民（2012年）- 2018年12月、パリ議会は、アウンサンスーチーが指導者としてロヒンギャに対する暴力・虐殺に対応しなかったとして、パリ市名誉市民の称号の取消を決定[79][80]
- レジオンドヌール勲章（2012年）

- 香港大学名誉法学博士（2012年）
- ヨハネスブルグ大学名誉博士（2010年）
- 心の大使賞（2009年）- 2018年11月12日アムネスティ・インターナショナルがロヒンギャに対する対応に失望したことを理由に取り消し[101][102]
- アメリカ議会名誉黄金勲章（2008年） - 民間人に与えられるアメリカ最高の勲章[103]。

- カナダ名誉市民（2007年）- 2018年ロヒンギャ問題への対応の不誠実さに対し剥奪[104]
- 4つの自由賞（2006年）

- ルーヴァン・カトリック大学名誉博士（2006年）
- オロフ・パルメ賞（2005年）
- ダブリン名誉市民（2000年）- ロヒンギャ危機への対応の不誠実さを理由に、2017年に剥奪[105]。
- アメリカン大学名誉博士（1997年[23][106]）
- オックスフォード市より名誉市民権（英語版）（1997年）- 2017年にロヒンギャ問題に対する取り組みが不足していることを理由に剥奪[74]。同様に、グラスゴー市、ニューカッスル市、エディンバラ市も名誉市民権を剥奪した[107]
- オーストラリア名誉勲章（コンパニオン）（1996年）[108]
- ビクトル・ハラ国際人権賞（1993年）[109]
- ジャワハルラール・ネルー賞（英語版）（1993年）[110]
- 国際シモン・ボリバル賞（英語版）（1992年）[109]
- 国際ペンクラブ名誉会員（1991年）[109]

- ノーベル平和賞（1991年）
- サハロフ賞（1991年）- 自宅軟禁から解放後の2013年に賞を受け取った。 2020年9月10日、欧州議会はアウンサンスーチー氏はロヒンギャに対する犯罪行為を容認し行動を怠っているとして受賞者としての活動資格を停止した。サハロフ賞として初めての措置だが、受賞者としては残る。[111]
- トロルフ・ラフト人権賞（1991年）
- オックスフォード大学名誉フェロー（1990年）
- ロンドン大学東洋アフリカ研究学院名誉フェロー（1990年）

## 人物

### 名前について
アウンサンスーチーの名前は、父親の名前（アウンサン）に、父方の祖母の名前（スー）と母親の名前（キンチー）から一音節ずつ取ってつけられたものである。アウン＝勝つ、サン＝稀に、スー＝集まる、チー＝清らか、という意味があり、コレラを合わせると「奇妙な勝利の輝かしい集積」という意味になる。
ミャンマーに住むビルマ民族は、性別に関係なく姓を持たない。アウンサンスーチーの「アウンサン」も姓や父姓ではなく、個人名の一部分に過ぎない。彼女の名前は「アウンサンスーチー」で、原語では分割して呼ばれることが多い。日本の大手メディアでは毎日新聞が1996年から、朝日新聞が2012年から「アウンサンスーチー」と表記しているがそれ以外は「アウン・サン・スー・チー」と表記している。
ビルマ人は、通常、年配の女性につける「女史」に相当する敬称「ドー（Daw）」をつけて「ドー・アウンサンスーチー」と呼ぶ。親しみを込めて「ドー・スー」ということもある。

### 逸話・評価
- イギリス大使のゴア・ブースが、国連事務総長・ウ・タントの葬儀の際、国軍がデモ隊に発砲して何人かが犠牲になった事件の黒幕について尋ねたところ、スーチーは「シャン族によって企てられたものであり、成功の見込みはなく、人命を失うだけで許されるものではない」と、ブースに言わせれば「典型的なビルマ族の反シャン族の立場」と取ったのだという[113]。

- 8888民主化運動から1990年総選挙の間、NLD支持者に元ビルマ共産党（CPB）党員やそのシンパが多く、当時元ビルマ共産党中央委員会のメンバーだったタキン・ティンミャ（Thakin Tin Mya）がスーチーの自宅に事務所を持ち、彼女の顧問を務めていたことから、スーチーも共産主義者ではないかと激しく非難された。これに対してスーチーは、1988年9月12日付英国紙インデペンデントへの寄稿文で「私がさまざまな経歴の多くのベテラン政治家から助言を得ているのは事実です。けれどもそれは、これらの人々が将来の政治的利益への期待や個人的利得とはまったく無関係に、民主主義の大義のために働いているとの前提にもとづいてのことです。私自身は、国民の福祉よりも個々人の政治的信条やイデオロギーを優先することには強く反対しています」と反論している[114]。
- かつてスーチーは自宅前の道路に人を集めて毎週末演説集会を開いていたが、ある日、日本人の観光客のグループが演説を見物していると、それを見とめたスーチーは、「（観光客が落とすお金が軍事政権を潤すから）どうかミャンマーへはもう来ないでください。日本のお友だちにもミャンマーに来ないように伝えてください」と言い放ったのだという[115]。
- 1988年の軍事クーデター後、日本のミャンマーに対する経済協力は大幅に縮小していたが、日本政府が看護大学建設の無償支援を行おうとした際、スーチーは「看護師学校に行けるのは軍人の奥さんや娘さんばかりだから」という理由で反対したのだという[116]。
- 1997年、日本政府がミャンマーのASEAN加盟について賛意を示すと、スーチーは「日本はなんということをしたのか。橋本首相（当時）の決定を、私は公開の場で批判しますよ」と烈火のごとく怒ったのだという。また1998年に日本政府がヤンゴン空港への円借款を一部再開した時、当時ミャンマー大使だった山口洋一が「人道上の理由です」と理由を説明すると、スーチーは「軍政に援助するなんて、私たちを殺す気ですか」と取り付くしまがなかったのだという[117]。
- 2011年に国軍とカチン独立軍（KIA）との間の停戦合意が破棄され、戦闘が勃発し、国軍がKIAの拠点に激しい空爆を加え多数の死傷者を出していた。この際、カチン統一民主党の女性議員がスーチーに問題解決を求めたが、「カチン州の和平を促す発言をスーチーに求めたが、彼女は何も言わず沈黙したままだった」「ぜひ停戦のメッセージを世界に向けて発信してほしいとお願いしたが、スーチーは会議室で私と目を合わそうとしなかった」「世界21カ国に移住しているカチン族からも同様の手紙をスーチーに送ったが、スーチーからの反応はなかった」のだという。ヒューマン・ライツ・ウォッチは2013年の年次報告で「NLDは（何も発言しないことで）カチン州の国軍による戦争犯罪を推進している」「スーチーは少数民族のために立ち上がらず、失望させた」と厳しく批判している[118]。
- スーチーのスタッフは無能で有名だった。2012年にスーチーがタイを訪問した際、スタッフはタイのホストにも、テインセイン大統領にも予定を伝えず、スーチーとバッティングすることを避けたテインセインは訪問をキャンセルした。2013年11月、モンゴル大統領・ツァヒアギーン・エルベグドルジが訪緬した際、スーチーの事務所に手紙やメールを送っても返事がなく、苛立ったエルベグドルジ自らスーチーの事務所に電話をかけ、「私はモンゴル大統領です」と告げたところ、スタッフから「履歴書を送ってください」と言われた。2012年後半からティンマーアウン（Tin Mar Aung）というラカイン族の女性を個人秘書に雇ったが、今度は彼女がスーチーのアクセスを独占するようになり、多くの敵を作った[119][120]。
- 旧軍事政権との繋がりの深い政商から、NLDが金を受け取っていたことが判明している。彼ら政商は軍事政権の取り巻きの立場を利用して富を築いており、国内でも悪評が高い。内訳は教育・医療対策のために実業家テーザ（英語版）から8万2,353ドル、チョーウィンから15万8,824ドルである。テーザは武器密輸の疑い、チョーウィンは南部カレン州で起きた強制土地収用に関係している。同じくNLDに献金していたゾーゾーが所有する財閥マックス・ミャンマーは、2013年1月現在も欧米からの制裁を受けている。イラワジ誌によれば、NLDの行動を擁護し、「軍事政権の取り巻きだったとされる人々は、NLDなどの社会活動を支援してきた。そのどこが悪いのか？目的もなく金を使う代わりに、彼らは支援するべきことを支援した。それはいいことだ」と語った[121]。
- 国際人権団体ヒューマン・ライツ・ウオッチ（本部ニューヨーク）は2013年版の年次報告において、アウンサンスーチーについて「少数民族の人権保護に消極的で、失望している」との批判を掲載した[122][123]。アラブ系メディアのアルジャジーラも2015年、イスラム系少数民族のロヒンギャの難民問題について、多数派である仏教徒の支持を得るために迫害を黙殺しているとの報道を行っている[124]。
- 2013年にBBCのパキスタン系英国人キャスターからロヒンギャ問題について見解を問われ、「イスラム教徒と仏教徒の両サイドがお互いに恐怖心を持っていることに起因している。恐怖心はイスラム教徒だけが抱いているわけではない」「軍事政権によって暴力にさらされ、国を追われてきたのはイスラム教徒だけではない。それよりもより多くの仏教徒も暴力にさらされ、国を追われている」と答えた。2017年にBBCのインタビューで、ロヒンギャ問題について見解を問われ、「それについてはすでに2013年に同じ質問を受けて回答している。質問に答えたのに何も答えなかったかのように言われるのは、単に人々が求めているような、どちらかの陣営を強く非難するようなコメントをしなかったからだ。しかし、私はマーガレット・サッチャーでもなければ、マザー・テレサでもない。政治家だ」と答えた。2013年のBBCインタビュアーはパキスタン系の英国人キャスターであったが、アウンサンスーチーは「よりによってイスラム教徒なんかからあれこれつつかれるなんて、誰からも聞かされていなかったわ」と周囲に当たり散らしたとされ、この事実は2016年に出版されたピーター・ポッパムの評伝『”レディ”と将軍たち』において明らかにされた。2016年にスーチーのこれらの差別的な発言をめぐり、「ノーベル平和賞取り消し」を求める署名キャンペーンがChange.orgで行われ、5万人以上の署名が集まった[125]。ロヒンギャ問題に関しては、2017年にも「ノーベル平和賞取り消し」を求める署名活動が行われており、さらに多くの36万もの署名を集めている。
- NLDが政権を獲った2015年の総選挙において、8888民主化運動をともに戦い、2015年の時点でも国民的人気の高かった88年世代と言われる人々をNLDは一切公認しなかった[126]。そのうちの1人、コーコージーは「2015年の前回総選挙で、NLDは私たち元学生活動家に立候補を打診しながら、説明もなく切り捨てた。スーチー氏とはその後、行事に同席した際などを除き一度しか会っていない」と述べている[127]。またコーコージーは、かつてスーチーから「88世代は森を切り開いた木こりで、その役割は終わった。私は皆さんの切り開いた道を歩む」と言われたのだという[128]
- 2015年総選挙の前に、ワシントン・ポストの記者に「（自身が大統領の上に立つというのなら）首脳会談はどうするのか？」と問われ、「彼（大統領）は私の隣に座ることができます」と答えた[129]。
- 2015年総選挙勝利後、組閣前にNLD報道官ニャンウィンが国会議長の人事をメディアにリークすると、スーチーは激怒。NLDの声明として「情報漏洩は許さない。ドー・アウンサンスーチーだけが（政策や政権移行についてメディアに）語る権利がある」と発表した[129]。
- ある上級援助関係者は「会議では、彼女は相手を軽蔑し、独裁的で、時には見下すような態度を取る」「（政府は）あまりにも中央集権化され、彼女に対する完全な恐怖感がある」と述べている[130]。
- 2017年9月にラカイン州のロヒンギャの武装勢力と治安維持部隊の衝突について、ロヒンギャ勢力に対し残忍な方法で鎮圧を図っているとして国際的な非難が集まっている点について、トルコのエルドアン大統領との電話会談中の発言の引用として、「政府はすでに取りうる最善の方法でラカイン州の人々を保護している。非難はテロリストのばらまいたフェイクニュースに基づいており、それらは氷山の一角に過ぎない。政府に対する非難はテロリストを利するものだ」と声明を出した（ミャンマー政府は軍事政権時代から、ロヒンギャを「ベンガル人」と呼び、バングラデシュからの不法移民であるとして自国民として取り扱っておらず、「ラカイン州の人々」にロヒンギャが含まれることについては疑問がある）。一方、13万人近いともされるロヒンギャ難民、彼らが政府が国境地帯に急きょ敷設したとされる地雷で負傷していることについては完全に沈黙した。しかし国民からの支持が強く、国連など様々な団体から支援を受けるためのロヒンギャの嘘であると主張しているが、そう報道していると思われる。ミャンマー人の国民性として、話を美化したり知っている振りをするため、真実は分からない。
- 2017年のロヒンギャ危機の際は、スーチーは国際社会の激しい非難に晒された。スーチーに捧げる『ウォーク・オン』という曲でグラミー賞を受賞し、日に陰にスーチーを応援し続けていたU2のボノは「マーティン・ルーサー・キングが言ったように、“最大の悲劇は、悪人の圧制や残酷さではなく、善人の沈黙である”」「スーチー氏の沈黙が同意のように見え始めている」と述べて、絶交宣言をした[131]。ボブ・ゲルドフは「彼女はダブリン市民を裏切った。アイルランドの期待を裏切った。彼女に騙された」と、デズモンド・ツツは「ミャンマーの最高地位に就いた代償が沈黙だとすれば、その代償はあまりにも高くついた」と批判した[132]。
- 2017年のロヒンギャ危機の際、ロイター通信のミャンマー人記者が2人、国家機密法違反で懲役7年の刑に処せられた。事件の経緯からみれば警察にはめられたのは明らかで、国内外で批判が高まり、結局、2人は2019年5月に恩赦で釈放された[133]が、これに対するスーチーの態度は「判決は表現の自由とはまったく関係がなく、国家機密法に関係したものだ」「法の支配にもとづくならば、記者らには控訴し、判決の誤りを指摘する権利がある」と木で鼻をくくった態度に終始。アメリカ国連大使・ニッキー・ヘイリーは「治安部隊によるロヒンギャへの迫害に目をそむけているかと思えば、今度は迫害を取材したロイターの記者2人の実刑を正当化している。信じられない」と激しく非難した[133]。
- 2018年1月、ラカイン州諮問委員会の提言に助言を与える委員会で、ロイター通信のミャンマー人記者2名が逮捕された件について、アメリカの元国連大使・ビル・リチャードソンが問題提起したところ、スーチーは「それはあなたの仕事じゃない」と発言。リチャードソンは委員を辞任した[134]。
- 『アンダー30』という人気ウェブ・トーク番組の司会を務めるティンザーシュンレイイは「活動家や若者の多くは『次は何か』『何が起きるか』『私たちに何ができるか』と考えている。現段階では、スーチー女史は好き放題で、誰も干渉できない。市民団体の声に耳を傾けることもない」「スーチー氏が自ら訴えていた民主主義の本質と違うことを行う以上、応援してきた私は批判者にならざるを得なかった」「不満はあっても『もし彼女がいなくなったら国がダメになる』とみんな思っている」と批判している[135][136]。
- 2018年5月、丸山市郎がミャンマー大使として赴任した際に、スーチーは丸山に「自分の思いどおりに動く人がやっと大使になった」と発言したのだという[137]。
- 2018年に来日した際、NHKのインタビューを受けたが、その後、スーチーは日本政府に対して「なぜロヒンギャに関する質問ばかりするのか」「なぜ国営メディアなのに批判的な質問ばかりするのか」と不満をぶつけたのだという[138]。
- 2018年8月ヤンゴン大学の学生と教師1000人の前で行ったディスカッションで、スーチーが選んだテーマは、経済でも和平プロセスでも民主主義でもなく、オックスフォード大学で学んだ文学で、小説において重用なのは筋か、あるいは登場人物かというものだった[139]。
- 2019年9月、ヤンゴンのホテルで行われた、アウンサン将軍の生涯を描く映画の制作発表会に出席したスーチーに、何者かが緑のレーザー光線を当てるという事件があった。ミャンマー人記者によると、「（1948年の）独立以来、政府と紛争が続く少数民族との和平交渉が進まず、スーチー政権になってむしろ状況が悪化していることへの不満」の表れなのだという[135]。
- 2019年12月11日にロヒンギャ問題、オランダ・ハーグの国際司法裁判所の法廷に国家顧問兼外務大臣として出廷した際には、西部ラカイン州でロヒンギャの武装集団が政府施設を襲撃したため、軍が掃討作戦を行ったと説明し「一部で不相応な力を行使した」として、無関係の民間人が死傷した可能性を認めたがジェノサイドではないとし、国内の司法問題として国際司法裁判所が審理する問題ではないと主張した。

## アウンサンスーチーをテーマにした作品

### 映画
- 『ラングーンを越えて』（1995年）- スーチーを演じたのは、アデル・ラッツ（英語版）という著名なデザイナー、女優。映画の冒頭、ヤンゴンで8888民主化運動の騒動に巻き込まれた、パトリシア・アークエット演じる主人公の女性が、スーチー率いるデモ隊と邂逅する。しかし、実際は8888民主化運動の際はスーチーはデモ行進を行っていないので、これは創作である。ただ、ラッツはスーチーのことをあまり知らなかったらしく、スーチー役の依頼があった時の感想を求められた際、「本当に嬉しかったです。彼女は生きていて自宅軟禁状態にあり、85%以上の得票率で大統領に選出されたのですから」と答えた（実際は大統領に選出されたわけではない）[140]。

- 『The Lady アウンサンスーチー ひき裂かれた愛』（2011年）-  リュック・ベッソン監督、ミシェル・ヨー主演。8888民主化運動から1990年代に軍政から弾圧を受けていた日々にかけてのスーチーを描いている。スーチーがシュエダゴン・パゴダで初めて演説するシーンでは、ミシェル・ヨーは全編ミャンマー語で演じている。

### 音楽
- 『ロングインタビュー』（1998年） - 井上陽水のアルバムに『九段』収録。スーチーをモチーフにした曲。歌詞に「ビルマのハープバラードのコードオイルカンパニー」というフレーズがある。
- 『ウォーク・オン』（2000年）- U2の2000年のアルバム『オール・ザット・ユー・キャント・リーヴ・ビハインド』収録。スーチーに捧げられている。2002年グラミー賞最優秀レコード賞。
- 『フォー・ザ・レディ（英語版）』（2004年）- U2、R.E.M.、ポール・マッカートニー、エリック・クラプトンなどが参加したトリビュート・アルバム。ミャンマーからもムン・アウンというシンガーソングライターが『血の嵐』という曲を提供している[141]。